# 오드니엘
오드니엘(공동번역), 오트니엘(로마 가톨릭교회), 옷니엘(개신교)(עָתְנִיאֵל בֶּן קְנַז)은 이스라엘 최초의 판관이다. 어원은 명확하지 않으나 "하나님은 나의 힘이시다", "하나님이 나를 도우신다" 등으로 추정된다.

## 가계
여호수아기는 오드니엘이 갈렙의 형제 그나스의 아들이라고 전하는데, 원문으로 볼 때 오드니엘이 갈렙의 형제이거나 오드니엘의 아버지 그나스가 갈렙의 형제라는 두 가지 해석이 모두 가능하다. 탈무드는 오드니엘이 갈렙의 형제라는 해석을 취한다.
갈렙이 드빌을 함락시킨 사람에게 딸 악사를 부인으로 줄 것을 약속하였고, 오드니엘이 이를 성취하여 악사를 아내삼았으므로 갈렙의 사위가 된다.

## 판관이 되어
판관기 내용의 역사성은 현대에도 수많은 논쟁의 대상이 된다. 특히 오드니엘의 이야기는 판관기가 역사적 사실을 기록하지 않았다는 주장의 근거로 선택될 정도로 주요한 논쟁대상이다.
성경의 기록에 따르면, 여호수아의 죽음 이후 이스라엘민족은 다시금 죄에 빠져 메소포타미아 아람 나하라임의 왕인 구산리사다임의 지배에 놓인다. 구산리사다임은 이스라엘 민족을 8년간 지배하였으나 이들이 하나님에게 울부짖자 오드니엘이 이들의 구원자로 등장한다. 오드니엘은 유일한 유다 지파 소속 판관으로, 40년간 이스라엘의 평화를 유지한다.
40년 후 이스라엘 민족은 아말렉, 암몬과 연합한 모아브의 왕 에글론의 지배하에 다시금 놓이게 된다.

## 무덤
헤브론에 오드니엘의 무덤이라고 전해져오는 무덤이 있어 성지로 취급을 받아왔다.

## 같이 보기
- 판관 (성경)
- 판관기